# 撒帳
撒帐是漢字文化圈傳統婚禮的一個習俗，是在新房內撒穀物、喜果，特別是撒到新床上的習俗。傳统民间信仰中认为這樣能驱除躲藏在新房中的邪星恶宿。並可讨取吉祥口彩，以求多子多孙。在新人入新房後對席行的撒帳禮也稱撒床。
行撒床礼之人一般需为全福人，也有为新人嫂子、喜娘或其他人的。

## 起源
相傳撒帳之俗始于汉武帝，

## 儀式

### 鋪房時
撒帳為鋪房較後的一個程序，在鋪好新床、放好物品後，負責鋪床的全福人會把喜果撒向新床。

### 新人對席時
除了枣、栗子、花生三种食物，撒帳所撒之物有時還包括錢幣，有些還會用专门的撒床钱，或直接用秘戏钱作为撒床钱进行撒床。撒床钱或秘戏钱为花钱之一，用来祝愿家庭幸福，生殖繁衍的吉语钱。自唐以降，撒床钱上一般镌有：“弄璋添喜” 、“长命富贵”、“白头偕老”、“金玉满堂” 等祝福、催生吉语，和“五男二女”图。“五男二女”最早出自《诗·召南·何彼襛矣序》，唐孔颖达疏引西晋皇甫谧云：“武王五男二女。”武王指的是周武王，后人谓武王生有五男二女，用来表示子孙繁衍，家庭幸福。虽然用撒床钱和秘戏钱撒床之婚俗礼仪自唐以降就在中国各地广泛流传，但于社会各阶层之中并不普及，肇因花钱多为私铸，所费十分昂贵，绝大多数人家根本负担不起。而撒床钱和秘戏钱又多用金、银、玉石等贵重材料制作，以求富贵、讨彩，更进一步限制了其在一般人家中的普及。因此，用专门定制的撒床钱或秘戏钱进行撒床的婚俗礼仪只限于大富大贵的豪门人家。
占绝大多数的一般普通人家，以果品和一般錢幣等廉价平常之物代替价格昂贵的专用撒床钱和秘戏钱撒床，例如用米、麦、紅豆、绿豆、枣子、花生米、桂圆、核桃、长生果（連殼花生）等，也有部分地区还包括新娘上轿时行掷箸礼时所用的红筷子的。有些會和掏子孙桶两项婚俗结合。
依大部分地区的婚俗礼仪，行撒床礼时须同时吟吉语，例如：“撒床东西南北中，洞房花烛喜相逢。嫦娥今宵良辰夜，学士贵人步蟾宫。撒在床边被褥下，边撒边吟吉语：“一把栗子一把枣，儿子女儿到处跑。” 
此俗体现了传统中式婚礼中祈求新人尽早生殖繁衍、壮大家族之愿。部分地区此时也闹房，作法多为将青蛙或蛤蟆藉机偷偷放入被子里以吓唬新人。